# Please, Please, Please Let Me Get What I Want
«Please Please Please Let Me Get What I Want» es una canción interpretada, escrita y producida por el grupo inglés The Smiths. Fue lanzada originalmente como lado B del single William, it was really nothing y posteriormente incluida en los álbumes recopilatorios Hatful of hollow y Louder than bombs.
Ha sido versionada por varios artistas, incluyendo a The Decemberists, The Halo Benders, Franz Ferdinand, Ok Go, Deftones, Emilie Autumn, Amanda Palmer, Hootie & The Blowfish, Muse, Kaia Wilson, Third Eye Blind, Kate Walsh, The Dream Academy, Josh Rouse y She & Him. La versión del grupo británico Clayhill aparece en la parte final de la película de Shane Meadows, This is England. La artista canadiense de música electrónica Venetian Snares incluyó la versión original en su canción Nobody really understands anybody.
Ha sido incluida en las bandas sonoras de las películas Pretty in pink, Starter for 10, (500) days of Summer, y Ferris Bueller's day off. También aparece en una escena hacia el final de la película Never been kissed.
En una entrevista con Melody Maker de septiembre de 1987, Morrissey afirmó que Please please please let me get what I want está muy cerca de ser la canción perfecta de The Smiths, que haberla incluido como lado B había sido un pecado y que su inclusión en Hatful of hollow podía considerarse como un semiarrepentimiento.

## Otros datos
- La versión de Elefant fue incluida en la banda sonora de la película animada de 2005, Sky High.
- Una versión instrumental de The Dream Academy fue incluida en la banda sonora de la película Ferris Bueller's Day Off.[4]
- La versión que realizó Muse apareció en su sencillo de 2001, Hyper Music/Feeling Good.
- La versión instrumental realizada por The Dream Academy fue incluida en el álbum recopilatorio Somewhere in the Sun... Best of the Dream Academy.
- La versión de She & Him fue incluida en la banda sonora de la película de (500) days of Summer (como también, la versión original de The Smiths).
- La versión de Deftones fue incluida en el álbum recopilatorio de 2005, B-Sides & Rarities.